# The Old Monk's Tale
«The Old Monk's Tale» — американский короткометражный драматический фильм Джеймса Сирл Доули.

## Сюжет
Монах рассказывает о женщине, готовой отдать своё сердце лишь тому, кто предложит ей богатство. Бедный парень влюбляется в неё и крадёт драгоценности, чтобы отдать их ей.

## В ролях
| Актёр              | Роль       |
| ------------------ | ---------- |
| Бен Ф. Уилсон      |            |
| Лаура Сойер        | Рамона     |
| Джеймс Гордон      | Аллесандро |
| Чарльз Саттон      |            |
| Джесси МакАллистер |            |
| Гарольд Ллойд      |            |